# Municipio de Florissant
El municipio de Florissant (en inglés: Florissant Township) es un municipio ubicado en el condado de San Luis en el estado estadounidense de Misuri. En el año 2010 tenía una población de 34637 habitantes y una densidad poblacional de 1.747,47 personas por km².

## Geografía
El municipio de Florissant se encuentra ubicado en las coordenadas 38°47′43″N 90°19′2″O / 38.79528, -90.31722. Según la Oficina del Censo de los Estados Unidos, el municipio tiene una superficie total de 19.82 km², de la cual 19.81 km² corresponden a tierra firme y (0.04%) 0.01 km² es agua.

## Demografía
Según el censo de 2010, había 34637 personas residiendo en el municipio de Florissant. La densidad de población era de 1.747,47 hab./km². De los 34637 habitantes, el municipio de Florissant estaba compuesto por el 64.91% blancos, el 31.16% eran afroamericanos, el 0.21% eran amerindios, el 0.61% eran asiáticos, el 0.04% eran isleños del Pacífico, el 0.71% eran de otras razas y el 2.36% pertenecían a dos o más razas. Del total de la población el 2.05% eran hispanos o latinos de cualquier raza.